# Semión Yelistrátov
Semión Andréievich Yelistrátov (en ruso: Семён Андреевич Елистратов; Ufá, 3 de mayo de 1990) es un patinador de velocidad sobre pista corta ruso.

## Carrera deportiva

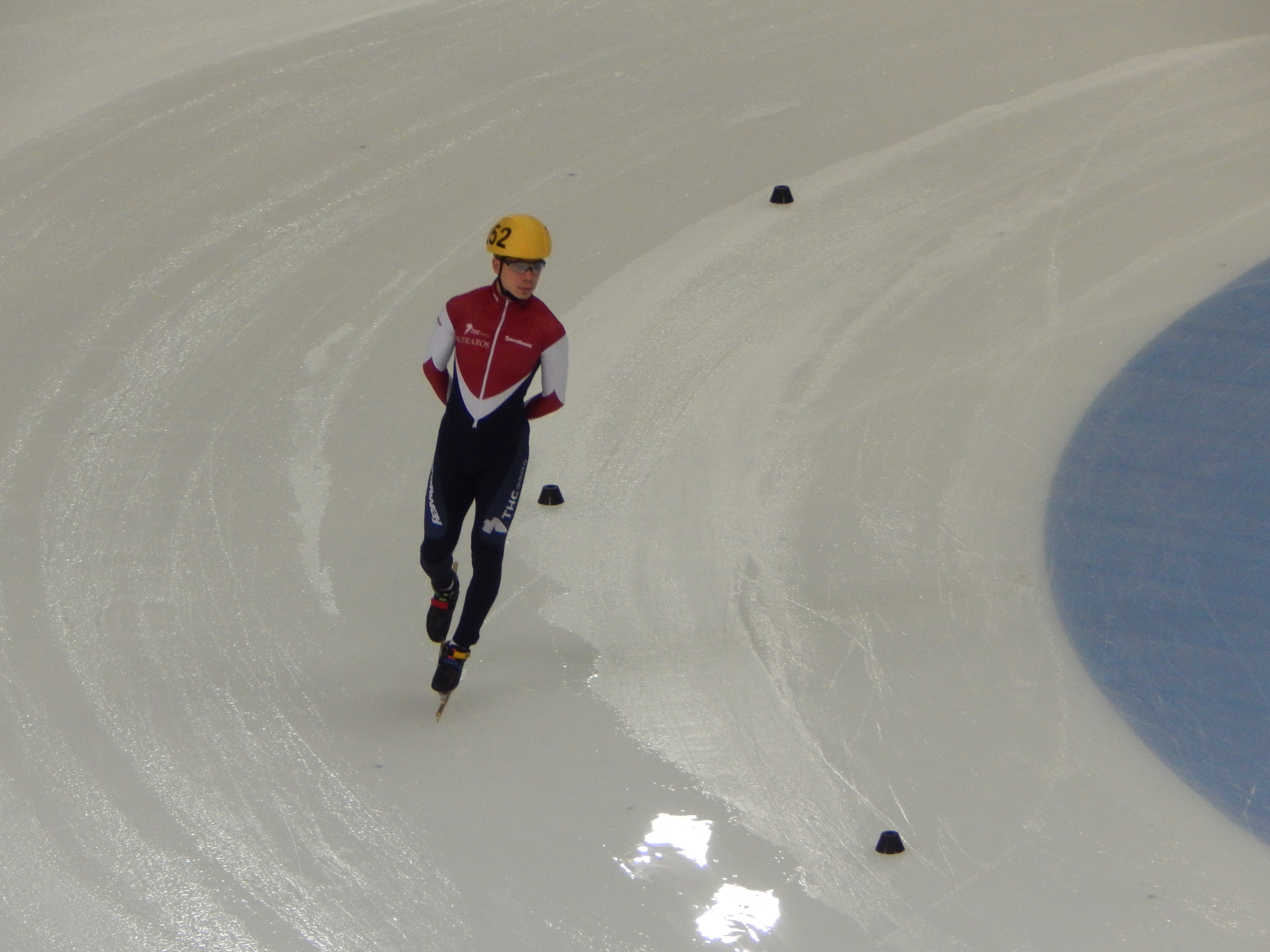
Semión en el Campeonato Mundial de Patinaje de Velocidad Sobre Hielo en 2015

### Vancouver 2010
Compitió en los Juegos Olímpicos de Invierno de 2010, celebrados en Vancouver (Canadá) para Rusia. En los eventos de 500 metros y 1000 metros, quedó tercero y no pudo avanzar más de la primera ronda, y en los 1500 metros, se ubicó en cuarto lugar, y tampoco pudo avanzar. En los tres eventos, terminó 24º en la tabla general.

### Campeonatos mundiales y europeos
A partir de 2013, su mejor desempeño en el Campeonato Mundial se produjo en 2015, cuando ganó una medalla de oro en la carrera individual de 1500 metros. También ganó medallas de oro como miembro del equipo de relevos ruso en los Campeonatos Europeos de 2013 y 2014, y fue subcampeón en la competencia general en los Campeonatos Europeos de 2014.

### Copas Mundiales
A partir de 2013, tuvo dos victorias en la Copa del Mundo de patinaje de velocidad de pista corta, como parte del equipo de relevos en 2012-2013 en Sochi, y en los 500 metros en Changchun (China) en 2010-2011. También tuvo otros nueve podios en eventos de la Copa Mundial, tres como individual y seis en carreras de relevos. Su mejor clasificación en la Copa Mundial es el cuarto lugar, en los 1500 metros en 2012-2013.

### Sochi 2014
Compitió en los Juegos Olímpicos de Invierno de 2014, celebrados en Sochi (Rusia), donde obtuvo la medalla de oro en el evento de relevos de 5000 metros junto con Víktor Ahn, Vladímir Grigorev y Ruslán Zajárov, con un tiempo récord de 6:42.100.

### Acusaciones de dopaje
El 8 de marzo de 2016, se supo que falló en una prueba de meldonium y fue retirado de la lista del equipo ruso para competir en el Campeonato Mundial de 2016 en Seúl, Corea del Sur, siendo suspendido temporalmente. El 13 de abril, la Agencia Mundial Antidopaje (AMA) otorgó la amnistía a atletas que tenían menos de un microgramo de meldonium en las muestras de dopaje realizadas antes del 1 de marzo de 2016. La AMA lo justificó por la falta de estudios acerca de cuánto tiempo el meldonium permanece en el cuerpo. El 21 de abril de 2016, la Unión Internacional de Patinadores levantó su sanción temporal sobre Yelistrátov y fue reincorporado al equipo, ya que la concentración de meldonium que tenía estaba por debajo de dicho umbral.

### Pyeongchang 2018
Debido a las sanciones contra el Comité Olímpico Ruso por casos de dopaje, Yelistrátov debió competir en los Juegos Olímpicos de Pyeongchang 2018 en el equipo denominado «Atletas Olímpicos de Rusia». Allí obtuvo la medalla de bronce en el evento de 1500 metros masculino, con un tiempo de 2:10.687.